# طلال ناجی
طلال ناجی (زادهٔ آوریل ۱۹۴۶) دبیرکل جبهه مردمی برای آزادی فلسطین - فرماندهی کل است. او از سال ۱۹۷۳ معاون دبیرکل این گروه بوده و جانشین احمد جبریل، بنیانگذار این جبهه، به عنوان رهبر این سازمان شده است.

## زندگی‌نامه
ناجی در آوریل ۱۹۴۶ در شهر مسیحی‌نشین ناصره در یک خانواده مسلمان سنی متولد شد. او قبل از پیوستن به جبهه آزادی‌بخش فلسطین به رهبری جبریل در سال ۱۹۶۹، عضو جبهه آزادی‌بخش فلسطین بود.
او در سال ۲۰۲۱ پس از مرگ احمد جبریل به عنوان دبیرکل جبهه خلق برای آزادی فلسطین – فرماندهی کل انتخاب شد.
او در سال ۲۰۱۵، با قاسم سلیمانی، فرمانده نیروی قدس سپاه پاسداران انقلاب اسلامی دیدار کرد.
در ژوئن ۲۰۱۹، طلال ناجی اظهار داشت که ۱۸۵۸ فلسطینی در سوریه در صفوف نیروهای وفادار به سوریه جان خود را از دست داده‌اند.
در سال ۲۰۲۲، در مصاحبه‌ای با خبرگزاری ایرانی تسمین، او با خواندن قاسم سلیمانی به عنوان «رهبر محور مقاومت» و افزودن اینکه محور مقاومت از همیشه آماده‌تر است، به او ادای احترام کرد. به گفتهٔ او، سلیمانی به او اعلام کرد: «به هر مبارز فلسطینی، به هر مجاهد فلسطینی، به هر پدر شهید و به هر مادر شهیدی ابلاغ کنید که ما دست‌هایشان را می‌پذیریم.»
در سال ۲۰۲۳، به همراه هیئتی از جبهه خلق برای آزادی فلسطین-گروه سیاسی، او وضعیت فلسطین را به وزیر امور خارجه و مهاجران دولت بعثی سوریه، فیصل مقداد، ارائه داد.
پس از سقوط رژیم اسد، او در ۳ مه ۲۰۲۵ توسط مقامات سوری در دمشق به دلیل ارتباطش با بشار اسد زندانی شد. او بعداً پس از ۱۰ ساعت آزاد شد.